# Xavier Houssin
Pour les articles homonymes, voir Houssin.
Xavier Houssin, né le 19 septembre 1955 à Paris, est un écrivain français.

## Biographie
Ancien rédacteur en chef adjoint à Point de vue, chroniqueur au Monde des livres et dans la presse hebdomadaire, Xavier Houssin collabore également à l'émission Jeux d'épreuves sur France Culture.
 
Happé tôt par l'écriture, il publie à l'âge de 17 ans un premier recueil de poésie aux éditions Caractères, une maison d'édition avec laquelle il collaborera à nouveau en 2010 pour Montée des cendres. Il est également l'auteur, aux éditions Buchet/Chastel, de trois romans, La Ballade de Lola, 16 rue d'Avelghem, couronné du Prix Marguerite Audoux en 2004,  et Le premier pas suffit. En 2009 il y publie le récit La Mort de ma mère. Lors de sa sortie, la critique du magazine Télérama mentionne : « A sa mère, Xavier Houssin consacre ce très beau récit, sans effets, tout en justesse et en murmures. Sous sa plume alternent le présent […] et le passé, cette mémoire partagée, douce et tendre, faite d'ordinaires bonheurs, qui unissait étroitement le fils et la mère. »
Chez le même éditeur, il a dirigé, jusqu'en 2009, la collection Domaine public qui a permis de publier des textes tombés dans le domaine public d'Henri Barbusse, Eugène Dabit, Henri de Régnier ou Anna de Noailles. Écrivain hanté par la disparition, Xavier Houssin reste fidèle à Senlis, dans l'Oise, la ville de son enfance, et partage à présent sa vie entre Paris et la Normandie de ses origines (Carolles dans la Manche, le village qui ouvre la baie du Mont-Saint-Michel).

## Publications
- L'officier de fortune, Grasset, 2020[4],[5],[6] - roman
- La fausse porte, Stock, 2011[7],[8] - roman
- Montée des cendres, Paris, éd. Caractères, 2010 - Poèmes, avec dessins de l'auteur  (ISBN 9782854464740)
- La mort de ma mère[2],[9],[10], Buchet/Chastel, 2009 - récit
- Guide insolite de la librairie avec libraires, Association Verbes, 2008 - guide
- Le premier pas suffit, Buchet/Chastel, 2005[11] - roman
- 16, rue d'Avelghem, Buchet-Chastel, 2004  (rééd. poche, J'ai Lu, 2011) - roman
- La ballade de Lola, Buchet-Chastel, 2003 - roman
- Service social et psychiatrie de secteur, avec Gérard Massé, ESF Éditeur, coll. « Sciences humaines appliquées » | 1983 - essai
- Le Vent la vie les vis et va-t'en, Paris, éd. Caractères, 1972

## Distinctions
- Prix Marguerite Audoux 2004 pour 16 rue d'Avelghem
- Bourse de création poétique Gina Chenouard remis par la SGDL
- Prix Paul-Verlaine 2017 de l’Académie française pour L'Herbier des rayons[12]

Autre
- 2012 : juré du Prix Françoise-Sagan